# Arroyo del Zapote, Guerrero
Arroyo del Zapote är en ort i Mexiko.   Den ligger i kommunen Ayutla de los Libres och delstaten Guerrero, i den södra delen av landet, 270 km söder om huvudstaden Mexico City. Arroyo del Zapote ligger 460 meter över havet och antalet invånare är 228.
Terrängen runt Arroyo del Zapote är huvudsakligen kuperad, men österut är den bergig. Runt Arroyo del Zapote är det ganska tätbefolkat, med 58 invånare per kvadratkilometer. Närmaste större samhälle är Ayutla de los Libres, 5,4 km väster om Arroyo del Zapote. I omgivningarna runt Arroyo del Zapote växer huvudsakligen savannskog.